# Itara major
Itara major är en insektsart som beskrevs av Lucien Chopard 1930. Itara major ingår i släktet Itara och familjen syrsor. Inga underarter finns listade i Catalogue of Life.